# Diora Baird
Diora Lynn Baird (Miami, Florida; 6 de abril de 1983) es una actriz estadounidense que empezó como modelo para la agencia Guess?. Comenzó su carrera como actriz cuando su madre la apuntó a clases de interpretación para que venciese su timidez. Antes de triunfar en el espectáculo tuvo diversos trabajos, como camarera, repartidora y payasa, entre otros.

## Biografía
Diora Baird fue chica de portada de la revista Playboy de agosto de 2005 en Estados Unidos. Después, empezó a aparecer en más revistas de corte masculino, como FHM, y a interpretar pequeños papeles en diversas series y películas. Diora Baird ha trabajado mucho en Italia y en Estados Unidos con el fotógrafo Gaetano Mansi.

## Filmografía
| Año  | Título                                     | Papel                | Notas                    |
| ---- | ------------------------------------------ | -------------------- | ------------------------ |
| 2015 | Sin recuerdos                              | Alicia               | Secundario               |
| 2012 | ¿Dónde está Mandy?                         | Danna Riggs de Smith | Protagonista             |
| 2012 | Transit                                    | Arielle              |                          |
| 2011 | Riddle                                     | Amber Richards       |                          |
| 2011 | Last Call                                  | Janine               |                          |
| 2011 | Howlin' for You                            | Kelsopher            | Película para televisión |
| 2010 | Love Shack                                 | LaCienega Torrez     | Directo a vídeo          |
| 2010 | 30 Days of Night: Dark Days                | Amber                | Directo a vídeo          |
| 2010 | Let the Game Begin                         | Kate                 |                          |
| 2009 | Stan Helsing                               | Nadine               |                          |
| 2009 | Night of the Demons                        | Lily                 |                          |
| 2008 | My Best Friend's Girl                      | Rachel               |                          |
| 2007 | Young People Fucking                       |                      |                          |
| 2006 | The Texas Chainsaw Massacre: The Beginning | Bailey               |                          |
| 2006 | Accepted                                   | Kiki                 |                          |
| 2006 | Hot Tamale                                 | Tuesday Blackwell    |                          |
| 2005 | Wedding Crashers                           | Vivian               |                          |